# 기은세
기은세(1983년 4월 8일 ~ )는 대한민국의 배우이다.

### 드라마
- 2006년 KBS2 수목 미니시리즈 《투명인간 최장수》
- 2007년 OCN 주말 미니시리즈 《과거를 묻지 마세요》
- 2008년 E-CHANNEL 8부작 납량특집 드라마 《기담전설2 소름》
- 2008년 KBS2 수목 미니시리즈 《전설의 고향 - 사신이야기》 ... 기생 매향 역
- 2010년 MBC 저녁 일일연속극 《황금물고기》 ... 유리 역
- 2011년 SBS 금요 미니시리즈 《더 뮤지컬》 ... 서라경 역
- 2012년 SBS 월화 미니시리즈 《패션왕》 ... 수지 역
- 2012년 SBS 주말 미니시리즈 《신사의 품격》 ... 도진의 데이트녀 역 (특별출연)
- 2014년 MBC 수목 미니시리즈 《개과천선》 ... 서영아 역
- 2019년 KBS2 수목 미니시리즈 《왜그래 풍상씨》 ... 조영필 역
- 2020년 tvN 목요 미니시리즈 《슬기로운 의사생활》 ... 육혜정 역 (특별출연)
- 2020년 MBC 수목 미니시리즈 《나를 사랑한 스파이》 ... 강유라 역 (특별출연)
- 2020년 SBS 금토 미니시리즈 《펜트하우스》 ... 김정민 역 (특별출연)
- 2021년 SBS 금토 미니시리즈 《펜트하우스 2》 ... 김정민 역 (특별출연)
- 2021년 KBS2 월화 미니시리즈 《달이 뜨는 강》 ... 현비 역
- 2021년 SBS 월화 미니시리즈 《라켓소년단》 ... 이유리 역
- 2021년 tvN 목요 미니시리즈 《슬기로운 의사생활2》 ... 육혜정 역
- 2021년 ~ 2022년 SBS 금토 미니시리즈 《지금, 헤어지는 중입니다》 ... 서민경 역
- 2023년 JTBC 수목 미니시리즈 《나쁜 엄마》 ... 황수현 역 (특별출연)
- 2024년 DISNEY+ 오리지널 시리즈 《화인가 스캔들》 ... 장태라 역
- 2025년 KBS2 수목 미니시리즈 《킥킥킥킥》 (특별출연)
- 2025년 TBA 드라마 《그래, 이혼하자》

### 영화
- 2008년 《로맨틱 아일랜드》 ... 유혜라 역
- 2008년 《좋은 놈, 나쁜 놈, 이상한 놈》 ... 아편굴 여급 역
- 2009년 《여자 없는 세상》 ... 제니스 역
- 2023년 《가문의 영광:리턴즈》 ... 유진 역

### 뮤직비디오
- 2007년 란 - 우리 처음
- 2009년 키네틱플로우 - 현실에 2% 부족한 연인들에게

## 방송
- 2007년 tvN 《tvNGELS 시즌1》
- 2016년 올'리브 《옥수동 수제자》
- 2020년 SBS F!L 《홈데렐라》[1]

## 광고
- 2007년 동서식품 프리마
- 2007년 한국관광공사
- 2007년 신영와코루(비너스) 솔브
- 2007년 피자헛
- 2007년 화장품 슈지아(중국브랜드)
- 2008년 라떼디토
- 2008년 디오스
- 2008년 일동제약

## 수상 및 후보
| 연도 | 시상식       | 부문                        | 작품          | 결과 |
| ---- | ------------ | --------------------------- | ------------- | ---- |
| 2019 | KBS 연기대상 | 베스트 커플상 (with 차서원) | 왜그래 풍상씨 | 후보 |

## 인물 및 에피소드
- 드라마 창란결에서 극중 소란화 역을 맡았던 중국의 여자배우 위수신과 친분이 있다.